# Centrotypus neuter
Centrotypus neuter är en insektsart som beskrevs av Leon Fairmaire. Centrotypus neuter ingår i släktet Centrotypus och familjen hornstritar. Inga underarter finns listade i Catalogue of Life.